# Silene parnassica
Silene parnassica är en nejlikväxtart. Silene parnassica ingår i släktet glimmar, och familjen nejlikväxter.

## Underarter
Arten delas in i följande underarter:
- S. p. dionysii
- S. p. hayekiana
- S. p. parnassica
- S. p. pindicola
- S. p. serbica
- S. p. vourinensis